# String Driven Thing
Gli String Driven Thing sono un gruppo di folk rock scozzese,  originariamente formato nei tardi anni 60 da marito e moglie Chris Adams e Pauline Adams e con il violino elettrico di Graham Smith.

## Storia

### Formazione
Gli String Driven Thing si formano a Glasgow nel 1967 come un gruppo folk a tre parti armoniche con gli Adams ed il chitarrista John Mannion. Dopo aver contribuito al circuito folk scozzese pubblicano l'album omonimo sull'etichetta indipendente Concord (le cui copie sono da collezione e difficili da trovare) parecchio tempo prima delle pubblicazioni con la Charisma. Il gruppo si trasferisce a Londra nel 1970 e Chris Adams inizia a guidare il gruppo verso il folk rock elettrico, dove le sue abilità di autore di testi, spesso caratterizzate da amare e ostinate osservazioni che catturavano il lato più aspro della vita, sarebbero state più di effetto. Nel 1972 assume il violinista di formazione classica Graham Smith e il chitarrista Colin Wilson al basso, ma poco tempo dopo Mannion lasciò la band a causa di divergenze musicali.

### Accordo sui dischi e tour
A quel punto Adams stipulò un accordo con Tony Stratton-Smith dell'etichetta Charisma, e venne pubblicato un altro album omonimo, prodotto da Shel Talmy agli IBC Studios di Londra, che tra le tracce di spicco presentava "Circus", "Jack Diamond" e "Easy To Be Free". Col violino gasato di Smith, e la distintiva voce blesa di Pauline Adams, la band si esibì in tour nel Regno Unito e in Europa con i compagni di etichetta Lindisfarne e Genesis. Questa esposizione sollevò il loro profilo e li portò ad apparizioni televisive e ad un successivo tour negli USA. Un secondo album, The Machine That Cried, fu registrato nel 1973 agli IBC Studios, ma questa volta con l'aggiunta di un batterista, Billy "The Kid" Fairley. Questo aveva da offrire un suono più tetro e rock rispetto al precedente, e anche se le recensioni furono miste, viene attualmente considerato come un classico dimenticato. Le tracce di maggior rilievo sono "Heartfeeder", "The Machine That Cried" e "Sold Down The River". La canzone "Night Club", che apriva il lato B, era ispirata dalla copertina del loro primo album con la Charisma, disegnata dalla Hipgnosis, famosa per il lavoro di grafica svolto con i Pink Floyd. Registrato mentre Chris Adams soffriva di problemi di salute, tra cui un polmone collassato e depressione, l'album è nel complesso un affare molto buio. Nonostante sia diventato un cult, all'epoca non vendette molto bene.
Nel 1974, le tournee costanti stavano iniziando a diventare pesanti, e Wilson fu sostituito da Bill Hatje al basso, poi Billy Fairley lasciò il suo posto a Colin Fairley (dei Beggars Opera, ma non erano parenti). Ben presto, disillusi dalla vita sulla strada, gli Adams abbandonarono e tornarono nella loro nativa Glasgow. Con il loro abbandono, la band si disintegrò, ma la Charisma reclutò tre musicisti per continuare i tour con Smith e Fairley. Il cantante Kim Beacon, il chitarrista Andy Roberts e il bassista James Exel si unirono alla band, con Roberts ed Exel che collaboravano nella maggior parte della stesura dei brani, incluso il singolo "Cruel to Fool" prodotto da Shel Talmy. Seguirono due album, Please mind your head registrato dall'ingegnere Tony Taverner agli Escape Studios in Kent, e Keep Yer A'nd On It, prodotto da Andy Johns ai Basing Street Studios della Island. In seguito alla pubblicazione di Keep Yer A'nd On It il tastierista Derek Beauchemin si unì alla band, mentre il violinista Graham Smith abbandonò.
Gli String Driven Thing misero in circolazione un certo numero di singoli con l'etichetta Charisma, alcuni dei quali non si trovano su nessun LP ma compaiono come tracce bonus sui CD editi dalla Ozit Morpheus Records. Due di questi sono le composizioni di Chris Adams "It's a game" e "Eddie". Della prima ne è stata fatta una cover dai Bay City Rollers, che divenne una hit delle classifiche in USA, Giappone e Germania. Chris e Pauline Adams fecero uscire alcuni singoli con l'etichetta Charisma sia sotto il nome di "Chris and Pauline Adams" che semplicemente "Adams". Nel lato B del loro primo singolo, "The City at Night", è presente Graham Smith. Colin Wilson andò avanti per realizzare un album solista folk chiamato Cloudburst, anch'esso difficile da trovare e che è stato ristampato di recente. La formazione degli String Driven Thing con Chris Adams e Graham Smith si è ricomposta in diverse occasioni, in particolare nel 1991, 2001 e 2004, anno in cui fu presente anche Pauline Adams.

### Lo scioglimento
Il tour americano del 1975 evidenziò delle problematiche che la nuova formazione aveva con la continuità e la ricerca di un pubblico appropriato. Nell'ottobre di quell'anno,gli String Driven Thing aprirono il concerto di Lou Reed. Dopo questa esibizione il batterista Colin Fairley lasciò la band e la Charisma smise di sostenerli. Fairley andò avanti per sviluppare una carriera da ingegnere del suono e produttore, per Elvis Costello e The Bluebells tra gli altri. Andy Roberts divenne un tecnico delle chitarre per Jeff Beck e Steve Winwood, mentre Jimmy Exel suona ancora in Danimarca. Kim Beacon divenne il cantante principale nell'album di debutto di Tony Banks A Curious Feeling nel 1979 e pubblicò anche del materiale da solista. Morì nel 2001.
Il violinista Graham Smith si unì ai compagni di etichetta Van Der Graaf Generator e collaborò ad alcuni album solisti di Peter Hammill. Più avanti si unì alla Orchestra Sinfonica Islandese e pubblicò tre album da solista in Islanda.
Il bassista Jimmy Exel suonò con un certo numero di band, in particolare alla Baron's Court Tavern di Baron's Court, dove era d'abitudine, e uno dei preferiti di Alex Sanders (che all'epoca era conosciuto come "The King of the Witches")
Tutti i primi album degli String Driven Thing, di Chris Adams e di Graham Smith sono stati ristampati su CD dalla Ozit Morpheus Records, etichetta specializzata nel progressive rock. Del materiale live e alcune tracce difficili da trovare sono presenti su un CD tedesco chiamato Dischotomy con delle take alternative e altro materiale raro che non si trova da altre parti. Ci sono diversi dischi di trascrizione della BBC contenenti esibizioni dal vivo degli String Driven Thing in entrambe le formazioni e due di questi concerti si trovano su un CD bootleg dal vivo tedesco chiamato It's a Game.

### Ricostituzione e carriera
Dopo 15 anni di silenzio, Chris Adams rilasciò nel 1991 un nuovo album solista, The Damage, e in seguito ricostituì la band per un tour in Germania, di cui una tappa a Berlino della quale fu pubblicato un album dalla Ozit con il nome $uicide, Live in Berlin. Variazioni di quella formazione andarono in tour diverse volte nel corso degli anni 90, ma dal 2001 essa si stabilizzò con Andy Allan al basso, Dick Drake alla batteria e a scelta, George Tucker o Robin Adams (il figlio di Chris) alla chitarra, con Pauline Adams e Graham Smith che occasionalmente si univano a loro nei concerti.
Nel 2007, la band pubblicò Moments of Truth, il loro primo album in studio dopo 30 anni, che comprendeva 12 nuovi brani scritti da Adams. Nell'aprile del 2009 venne pubblicato Songs From Another Country (sotto il nome di String Driven per motivi contrattuali) dalla Backshop Records. Il nuovo materiale fu ascoltato per la prima volta al festival Fifestock nel Marzo del 2009 e un nuovo sito web, stringdriventhing.co.uk, venne lanciato nello stesso periodo della pubblicazione dell'album. Nel 2010, gli Adams suonarono con il chitarrista originale John Mannion per celebrare il 40º anniversario del loro primo album. Nel 2012 ricorse il 40ºanniversario della firma del contratto discografico con la Charisma e del tour con i Genesis, e la band fece alcuni concerti in Inghilterra con Graham Smith e Pauline Adams.
Il bassista Colin Wilson morì nel 2013 e il fondatore e cantante principale Chris Adams morì il 7 ottobre 2016.

## Formazione

### Attuale
- Pauline Adams - voce, percussioni (1967–1974, 1991, 2001, 2004, 2012–presente)
- Graham Smith - violino (1972–1975, 1991, 2001, 2004, 2012–presente)
- Robin Adams - chitarra (2004–presente)
- Andy Allan - basso (2001–presente)
- Dick Drake - batteria  (2004–presente)

### Ex-componenti
- Chris Adams - chitarra, voce (1967–1974, 1991–1994, 2001-2016; †2016)
- John Mannion - chitarra (1967–1972)
- Colin Wilson - basso (1970–1974; †2013)
- Billy "The Kid" Fairley - batteria (1973–1974)
- Bill Hatje - basso (1974)
- Colin Fairley - batteria (1974–1975)
- Kim Beacon - voce (1974–1975; †2001)
- Andy Roberts - chitarra (1974–1975)
- James Exell - basso (1974–1975)
- George Tucker - chitarra  (1991,1994–2004)
- John Bradley - batteria (1991, 1994–2001)
- Bob Cairns - violino  (1994–1995)

## Discografia

### Album
- String Driven Thing (1968) (Concord)
- String Driven Thing (1972) (Charisma)
- The Machine That Cried (1973) (Charisma)
- Please Mind Your Head (1974) (Charisma)
- Keep yer 'and on it (1975) (Charisma)
- Dischotomy
- Suicide (Live in Berlin) CD (Ozit)
- In the Studio '72 (first Charisma album plus) CD (Ozit)
- The Macine That Cried Band's Official Version CD (Ozit)
- The Early Years (all of the Concord first album plus) CD (Ozit)
- Moments of Truth (2007) (Soundseed)
- Songs From Another Country (2009) (Backshop Records)
- Live on the Foxtrot tour 40th Anniversary (Ozit)

### Singoli
- "Another Night in this Old City" / "Say What You Like"
- "Eddie" / "Hooked on the Road"
- "Are You a Rocknroller" (demo)
- "Circus" / "My Real Hero"
- "I'll Sing One For You / "To See You"
- "It's a Game" / "Are You a Rocknroller"
- "Overdrive" / "Timpani for the Devil"
- "Mrs O'Reilly" / "Keep on Moving"
- "Stand Back in Amazement" / "But I Do"
- "Cruel to Fool" / "Josephine"

### Dischi solisti
- Chris Adams - The Damage
- Chris Adams - The Damage II (Ozit)
- Graham Smith - Med Töfraboga (Touch of Magic) (Ozit, 1980)
- Graham Smith - Arrival of Spring (Ozit)
- Colin Wilson - Cloudburst
- Graham Smith - Kalinka (Ozit)